# Enrique Finochietto
Enrique Finochietto (* 13. März 1881 in Buenos Aires; † 17. Februar 1948 ebenda) war ein argentinischer Chirurg, Erfinder chirurgischer Instrumente und Chefarzt des Rawson-Stadtkrankenhauses in Buenos Aires.

## Leben
Finochietto studierte Medizin an der Universität Buenos Aires, wo er im Jahr 1906 promovierte. Er begab sich anschließend bis 1909 auf Lehr- und Wanderjahre nach Europa, wie dies zum damaligen Zeitpunkt für angehende Ärzte in Argentinien nicht unüblich war. In Europa lernte Finochietto unter anderem bei Theodor Kocher, der im Jahr 1909 den Nobelpreis für Physiologie oder Medizin erhielt. Bei Kocher erlernte Finochietto dessen System der „gefahrlosen Chirurgie“, die großen Wert auf Asepsis, Schonung der Gewebe, sorgfältige Blutstillung sowie Volumenersatz legte. Auch mit der Repositionsmethode der Schulterluxation wurde er durch Kocher bekannt. Im Jahr 1918, nach dem Ende des Ersten Weltkriegs, wurde Enrique Finochietto Chefarzt des renommierten Rawson-Stadtkrankenhauses in Buenos Aires, das er mehr als 40 Jahre lang führte. Finochietto gilt, zusammen mit seinem Bruder Ricardo Finochietto (1888–1962) als Begründer einer der berühmtesten chirurgischen Schulen Lateinamerikas. Er erfand chirurgische Instrumente und Geräte, wie zum Beispiel den Interkostal-Trennapparat.

## Förderung der Krankenpflege
Die Gebrüder Enrique und Ricardo Finoccieto begründeten am Rawson Hospital in Buenos Aires mithilfe der „Eva Duarte Perón Foundation“ die „Eva Perón's Foundation Nursing School“. Es war das Ziel von Eva „Evita“ Perón, den „Hemdlosen“, also den ganz Armen in Argentinien in allen Landesteilen zu helfen. Es sollte kein Bürger des Staates von der Gesundheitsversorgung abgeschnitten sein. Deshalb wurde von den Gebrüdern Enrique und Ricardo Finoccieto ein dreijähriges Studienprogramm für die Krankenpflege entwickelt mit dem Ziel, diese akademisch ausgebildeten Krankenschwestern im ganzen Land einzusetzen.

## Publikation
- Enrique Finochietto, Ricardo Finochietto: Técnica quirúrgica: opéraciónes y aparatos. Buenos Aires zwischen 1940 und 1950.

## Ehrung
- Libro de oro del Professor Don Enrique Finochietto. Festschrift. Lopéz, Buenos Aires 1935.